# توقعات غير مؤكدة
التوقعات غير المؤكدة هو مصطلح نفسي يشير إلى ما هو معروف في الغالب على أنه فشل النبوءة. وهي تؤدي إلى شكل من أشكال نظرية التنافر.
وقد أشار ليون فيستنجر إلى التوقعات غير المؤكدة في كتابه الصادر في عام 1956 When Prophecy Fails. وقد سرد هذا الكتاب رواية داخلية لدوام الاعتقاد لدى أعضاء طائفة عبادة يوم القيامة والقائمة على الأجسام الطائرة الغامضة (UFO) والتبشير الموثق والمتزايد الذي أظهروه بعد فشل تحقق نبوءة القائد «بنهاية العالم». وقد فشل وقوع نبوءة دمار الأرض، والتي قيل إنها أرسلها بعض الغرباء من خارج الكوكب إلى قائد المجموعة، مما أدى إلى حدوث تنافر بين إدراك أن «العالم متجه نحو نهايته» وأن «العالم لم ينته بعد.»
وفي حين أن بعض الأفراد تركوا المجموعة عندما فشلت النبوءة في التحقق، إلا أن أغلب الأعضاء قللوا من تنافرهم من خلال قبول اعتقاد جديد: وهو أن الكوكب قد نجا بسبب إيمان المجموعة.